# Trzy Kopce (Saybuscher Beskiden)
Trzy Kopce (tschechisch/slowakisch Tri kopce) ist ein 1216 Meter hoher Berg in Polen und der Slowakei in den Saybuscher Beskiden. Er gehört zum Massiv des Pilsko. 
Der Gipfel liegt auf polnischem und slowakischem Staatsgebiet. Auf den Berg führen mehrere Wanderwege, darunter der Beskidenhauptwanderweg.
Die Hänge sind bewaldet.

## Lage
Über den Berg verläuft die Europäische Hauptwasserscheide zwischen dem Schwarzen Meer (Donau) und der Ostsee (Weichsel).